# Septième circonscription de la préfecture de Shizuoka
La septième circonscription de la préfecture de Shizuoka (静岡県第7区, Shizuoka-ken dai-nana-ku) est l'une des huit circonscriptions législatives que compte la préfecture de Shizuoka au Japon.

## Description géographique
Entre sa création en 1994 et sa suppression en 2002, l'ancienne septième circonscription comprenait les ville d'Atami, Mishima, Itō et Shimoda ainsi que les districts de Kamo et Tagata.
Entre 1994 et 2013, l'ancienne neuvième et actuelle septième circonscription regroupait les villes de Tenryū, Hamakita et Kosai, une partie de la ville de Hamamatsu, les districts de Hamana (ja) et Inasa (ja) et une partie du district d'Iwata (ja),.
Entre 2013 et 2022, elle réunissait la ville de Kosai et, dans la ville de Hamamatsu, les arrondissements de Nishi, Kita et Hamakita et une partie des arrondissements de Naka, Minami et Tenryū.
Depuis 2022, elle est composée de la ville de Kosai et des arrondissements de Nishi, Kita, Hamakita et Tenryū de la ville de Hamamatsu,.

## Députés
| Législature | Début de mandat | Fin de mandat | Député élu         | Parti politique | Parti politique |
| ----------- | --------------- | ------------- | ------------------ | --------------- | --------------- |
| 41e         | 1996            | 2000          | Yoshiaki Kibe (ja) |                 | PLD             |
| 42e         | 2000            | 2003          | Gōshi Hosono       |                 | PDJ             |

| Législature | Début de mandat | Fin de mandat | Député élu           |  | Parti politique |
| ----------- | --------------- | ------------- | -------------------- |  | --------------- |
| 41e         | 1996            | 2000          | Hiroshi Kumagai (ja) |  | Shinshintō      |
| 42e         | 2000            | 2003          | Hiroshi Kumagai (ja) |  | PDJ             |
| 43e         | 2003            | 2005          | Minoru Kiuchi (ja)   |  | SE              |
| 44e         | 2005            | 2009          | Satsuki Katayama     |  | PLD             |
| 45e         | 2009            | 2012          | Minoru Kiuchi        |  | SE              |
| 46e         | 2012            | 2014          | Minoru Kiuchi        |  | PLD             |
| 47e         | 2014            | 2017          | Minoru Kiuchi        |  | PLD             |
| 48e         | 2017            | 2021          | Minoru Kiuchi        |  | PLD             |
| 49e         | 2021            | 2024          | Minoru Kiuchi        |  | PLD             |
| 50e         | 2024            | -             | Minoru Kiuchi        |  | PLD             |